# Lepturges rotundus
Lepturges rotundus là một loài bọ cánh cứng trong họ Cerambycidae.